# Katie Melua

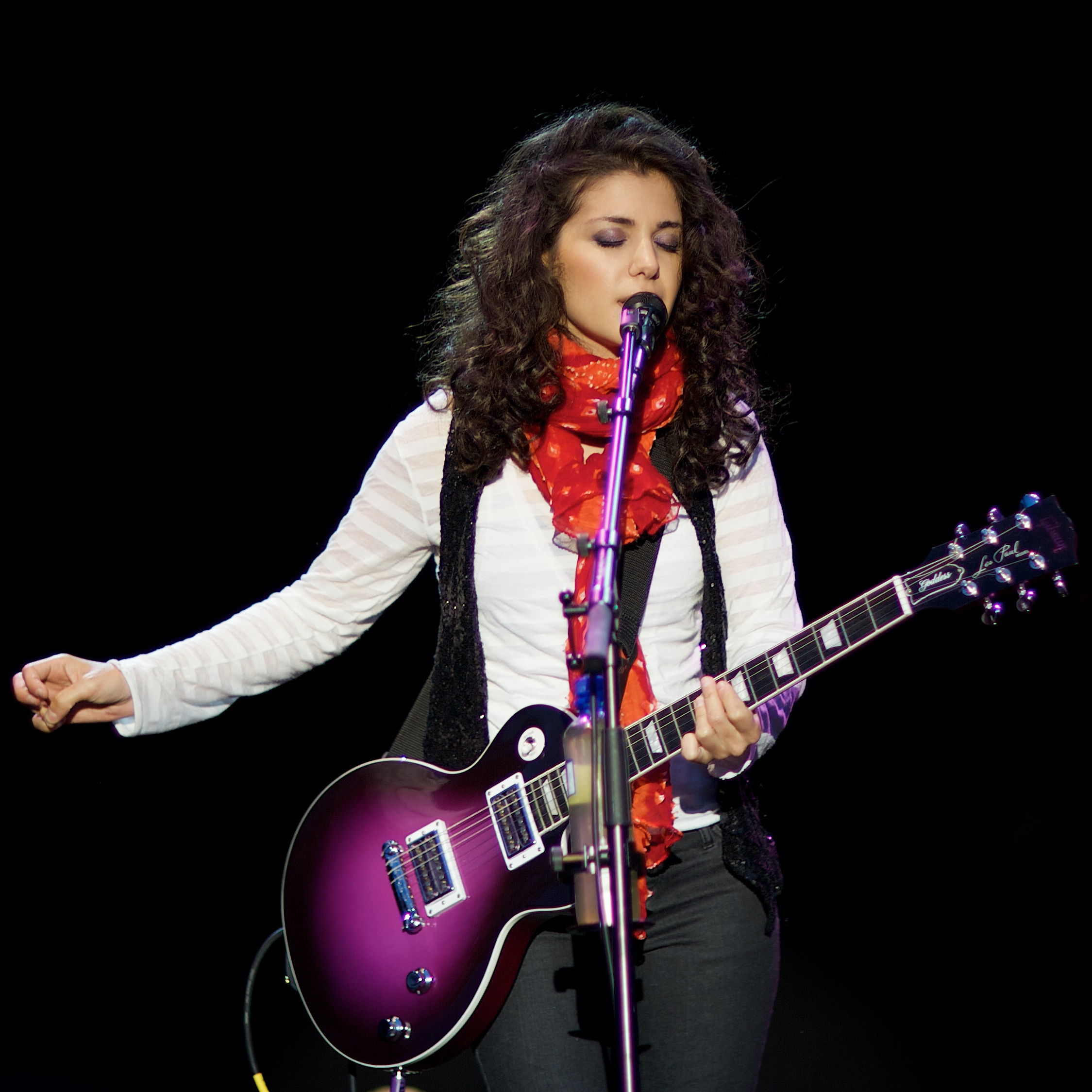

Ketevan „Katie“ Melua gruzínsky ქეთევან "ქეთი" მელუა (* 16. září 1984 Kutaisi, Gruzie) je gruzínská a britská bluesová, jazzová a folková zpěvačka a hudební skladatelka žijící ve Spojeném království.

## Životopis
Narodila se v dnešní Gruzii. Během občanské války v roce 1993 se s rodinou přestěhovala do Belfastu v Severním Irsku. Dnes žije v Londýně. Britské občanství obdržela v roce 2005.

### Kariéra
První hudební úspěchy zaznamenala v soutěži o nejlepší zpěvačku v rámci dětského televizního programu, kde jako patnáctiletá dívka vyhrála. Následovala spolupráce s Mikem Battem, který se stal jejím manažerem a producentem. Přestože v dětství si přála být historičkou nebo političkou, po maturitě studia ukončila. Její první album "Call of the Search" z roku 2003 se s 1,8 miliony prodaných kusů během prvních pěti měsíců vyšplhalo na vrchol britské hitparády. Podle počtu prodaných nosičů byla v roce 2006 nejúspěšnější ženou v hudebním průmyslu ve Spojeném království i v Evropě.
Její kariéra pokračovala úspěšným albem "Piece by Piece" a její hity "Nine Million Bicycles" a "The Closest Thing To Crazy" se staly známými v celosvětovém měřítku. Následovalo další úspěšné album "Pictures". Poté následovalo několik světových turné a také vystoupení se skupinou Queen. Byla oceněna několika cenami hudebního průmyslu a účastnila se slavnostní večeře u britské královny Alžběty II. v Buckinghamském paláci.
Po třech albech vydala v roce 2008 kolekci "The Katie Melua Collection Best Of". Skládá se z CD a DVD. Na CD je jejích dosud 12 největších hitů plus 3 nové skladby "Two Bare Feet", "Toy Collection" a "Somewhere In The Same Hotel". Dále jsou zde zařazeny i dva songy, které nevyšly na žádné předchozí řadové desce a to duet s Evou Cassidy k písni "What a Wonderful World" od Louise Armstronga a "When You Taught Me How To Dance", kterou nazpívala k filmu Miss Potter z roku 2006. Na DVD je živý devadesátiminutový koncert The Arena Tour 2008.

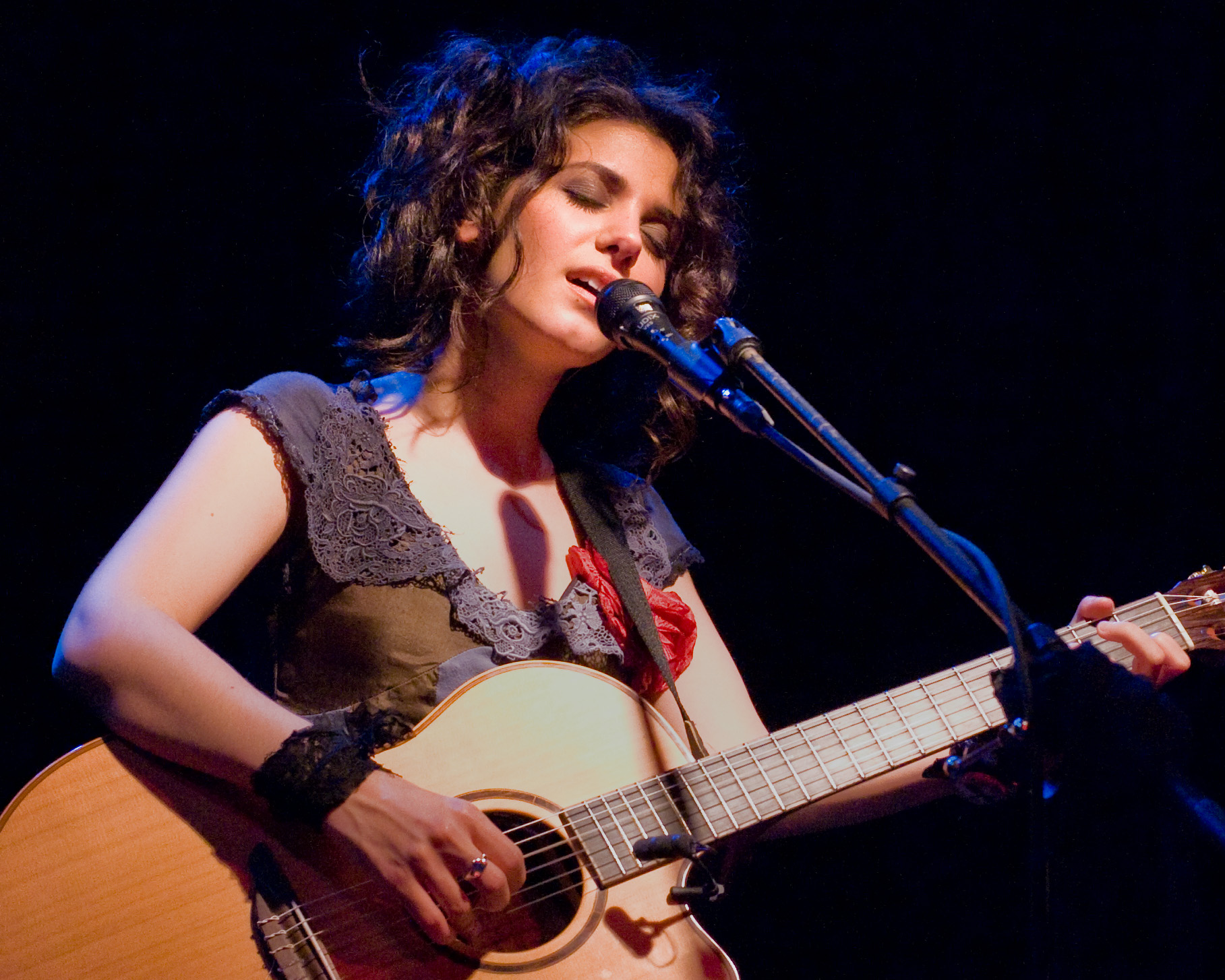
Katie Melua (Seattle, 2009)

V roce 2009 koncertovala ve Spojených státech amerických na akustickém turné jen s kytarou a pianem. Poté začala pracovat na nové desce "The House", kde se podílela na textech a která vyšla 24. května 2010.
Její úspěch ji přinesl i finanční zabezpečení, na žebříčku nejbohatších britských zpěváků a zpěvaček do třiceti let se nachází na druhé příčce. Dne 5. března 2012 vyšla její pátá řadová deska s názvem "Secret Symphony" s 11 písněmi. Nahrávání probíhalo ve studiích Air Studio v Londýně. Na desce jí doprovází Secret Symphony Orchestra. Společně s klasickými hudebníky si zahrála vybrané písničky od nejrůznějších skladatelů. Vybírala i ze společné spolupráce s Mikem Battem.
Na podzim roku 2012 ještě vydala pro své fanoušky neoficiální album "B-Sites The Tracks That God Away" s 18 písničkami. Dne 7. listopadu 2012 vystoupila v České republice, v pražském Kongresovém centru. Český koncert byl v rámci evropského turné k desce "Secret Symphony".
Následující rok vydala své šesté studiové album s názvem "Ketevan". Album vyšlo 16. září 2013. Na desce se objevilo 11 songů. Žánrově je orientovaná obdobně jako dosavadní alba. Zajímavostí je, že jméno Katie je gruzínsky Ketevan.
Řadově sedmé studiové album "In Winter" je vydáno 14. 10. 2016. Krátká deska (35:27) využívá akustické nástroje a pětadvacetičlenný ženský sbor z gruzínského Gori.
Rok 2018 nám přináší její Best of Ultimate Collection. Zpěvačka si sama vybrala na dvou CD 28 písní z její předchozí tvorby. Skladby jsou spíše romantického rázu. Jako čtyři bonusy přidala Bridge Over Trouble Water (s Georgian Philharmonic Orchestra), Fields Of Gold a covers skladby Perfect Worl a Diamonds are Ferever.

### Osobní život
Jezdí na horské dráze, skáče bungee jumping, věnuje se paraglidingu, parašutismu a absolvovala i několik lekcí létání. V září 2010 ji lékař doporučil několik měsíců klidu kvůli psychickému vyčerpání. Věnuje se charitě. Stala se ambasadorkou dobré vůle pro nadaci "Zachraňte děti", pomáhala v Africe proti hladomorům a HIV, na Srí Lance po tsunami a občanské válce. Je provdána za Jamese Toselanda. Svatba se konala dne 1. září 2012. Po delší přestávce se rozhodla pro další studia a 5. července 2014 získala čestný doktorát na Queen’s University v Belfastu. V roce 2020 se s Toselandem rozvedla.
V srpnu 2022 Katie Melua na sociálních sítích oznámila, že je těhotná. V prosinci 2022 se jí narodil syn Sandro.

### Zajímavosti
Pro obrovský zájem vydala v roce 2004 special Bonus Edition ke svému prvnímu CD Call Off The Search doplněný DVD s koncertem a rozhovorem. To samé opakovala v roce 2006 ke své druhé desce Piece By Piece a přidala kromě DVD i tři bonusové písničky. K jednomu bonusu It’s Only Pain vydala i videoklip.

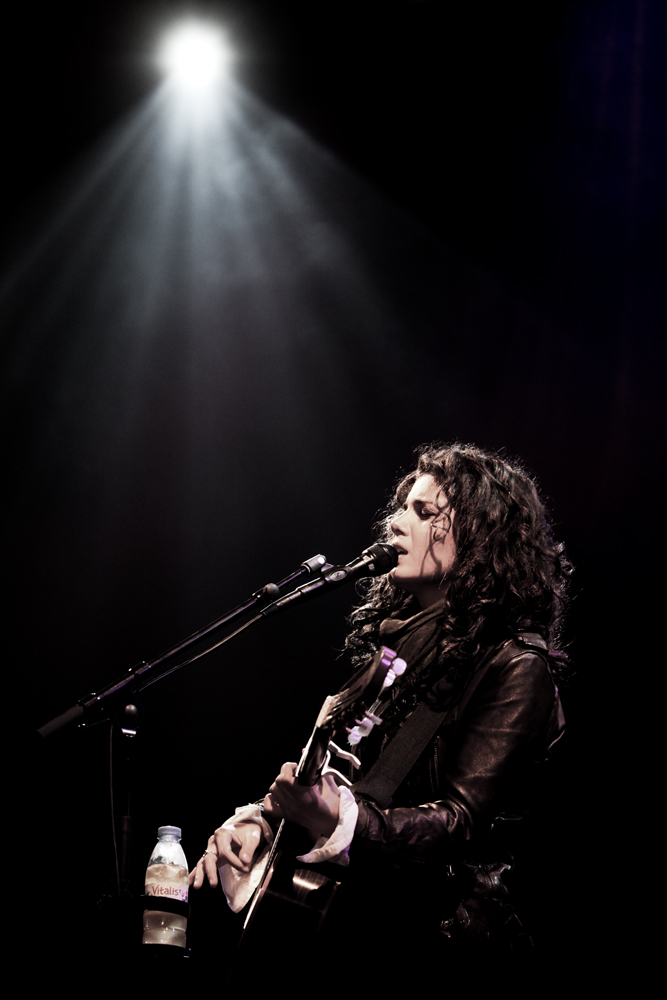

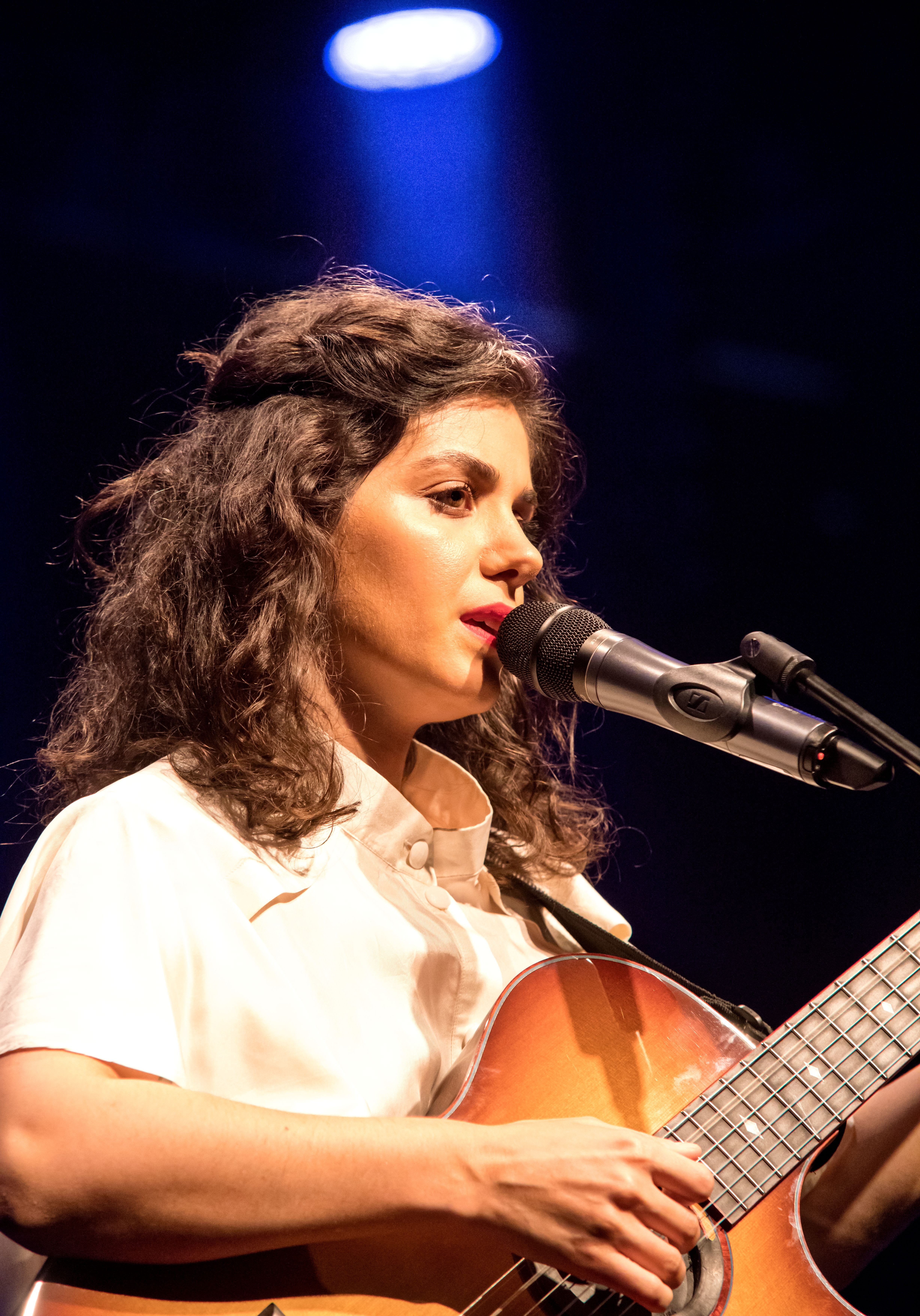
Zelt-Musik-Festival 2016 Freiburg, Německo

Dne 2. října 2006 se zapsala do Guinnessovy knihy rekordů za nejhlouběji živě odehraný koncert pod hladinou moře, který se konal v hloubce 303 metrů. Místo koncertu bylo pod norskou ropnou plošinou. Z koncertu byl vytvořen dokument Katie Melua - Concert Under The Sea. V roce 2007 hrála v krátkometrážním vtipném hororovém snímku Grindhouse: Don't, který vypráví o tom, jak by se člověk neměl chovat v děsivých situacích známých z hororových filmů. Mluví plynně anglicky, gruzínsky a rusky.
Je po ní pojmenována planetka (25131) Katiemelua.

## Diskografie

### Studiová alba
- Call Off the Search (2003)
- Piece by Piece (2005)
- Pictures (2007)
- The House (2010)
- Secret Symphony (2012)
- Ketevan (2013)
- In Winter (2016)
- Album No. 8 (2020)
- Love & Money (2023)

### Koncertní alba
- Live at the O² Arena (2009)